# Jun'yō (porta-aviões)
O Jun'yō (隼鷹) foi um porta-aviões operado pela Marinha Imperial Japonesa e a segunda e última embarcação da Classe Hiyō, depois do Hiyō. Sua construção começou em março de 1939 nos estaleiros da Mitsubishi em Nagasaki como o transatlântico SS Kashiwara Maru (SS橿原丸), porém foi comprado pela Marinha Imperial em fevereiro de 1941 para conversão. Foi lançado ao mar em junho de 1941 e comissionado na frota japonesa em maio do ano seguinte. Ele era capaz de transportar 48 aeronaves, era armado com uma bateria antiaérea de canhões de 127 a 25 milímetros, tinha um deslocamento padrão de mais de 24 mil toneladas e conseguia alcançar uma velocidade máxima de 25 nós.
O Jun'yō participou da Campanha das Ilhas Aleutas logo depois de entrar em serviço e em seguida tomou parte de várias ações na Batalha de Guadalcanal. Suas aeronaves foram transferidas para bases terrestres em abril de 1943 para ações de bombardeamento no Sudoeste do Pacífico, enquanto em novembro foi torpedeado e precisou passar três meses em reparos. Ele foi danificado na Batalha do Mar das Filipinas em junho de 1944 e depois usado como navio de transporte até dezembro, quando foi torpedeado novamente. Seus reparos foram suspensos e o Jun'yō passou o restante da guerra ancorado em Sasebo. Ele foi tomado pelos Estados Unidos depois da Rendição do Japão e desmontado.

## Características
O Jun'yō foi originalmente encomendado no final de 1938 pela Nippon Yusen Kaisha como o transatlântico de luxo SS Kashiwara Maru. Em troca de um subsídio do Ministério da Marinha de sessenta por cento dos custos de construção, ele e seu irmão SS Izumo Maru foram projetados para serem facilmente convertidos em um porta-aviões. O projeto foi inspirado no alemão SS Bremen e teria 27,7 mil toneladas de arqueação bruta com capacidade para 890 passageiros.
Após a conversão, o Jun'yō tinha 219,32 metros de comprimento de fora a fora, uma boca de 26,7 metros e um calado de 8,15 metros. Seu deslocamento padrão era de 24 150 toneladas. Seu sistema de propulsão era composto por seis caldeiras Kawasaki-LaMont que alimentavam dois conjuntos de turbinas a vapor Mitsubishi-Curtis, cada uma girando uma hélice. A potência indicada era de 57 050 cavalos-vapor (41 950 quilowatts) para uma velocidade máxima de 25,5 nós (47,2 quilômetros por hora). Tinha uma autonomia máxima de 11,7 mil milhas náuticas (21,7 mil quilômetros) a dezoito nós (33 quilômetros por hora). Sua tripulação era composta por 1 187 a 1 224 oficiais e tripulantes.
Seu convés de voo tinha 210,3 metros de comprimento e uma largura máxima de 27,3 metros. Tinha dois hangares sobrepostos, cada um com aproximadamente 153 metros de comprimento, quinze de largura e cinco de altura. Foi projetado para ter um grupo aéreo de 48 aeronaves mais cinco sobressalentes; era possível abrigar todos esses aviões nos hangares, porém oito ou nove normalmente eram deixados estacionados no convés de voo com o objetivo de reduzir o congestionamento abaixo. Havia dois elevadores de aeronaves quadrados com pontas arredondas instalados na linha central da embarcação, cada um medindo catorze por catorze metros e podendo descer aos dois hangares.
O armamento antiaéreo tinha doze canhões de duplo propósito Tipo 89 calibre 40 de 127 milímetros em montagens duplas em plataformas na lateral do casco e 24 canhões Tipo 96 de 25 milímetros em montagens triplas nas laterais do convés de voo. Não foi possível adicionar muita blindagem já que o navio era um transatlântico convertido, porém tinha um fundo duplo. Duas placas de aço Ducol, ambas com 25 milímetros de espessura, protegiam as laterais na área das salas de máquinas. Os tanques de gasolina de aviação e depósitos de munição eram protegidos por uma camada de aço Ducol. As salas de máquinas eram subdivididas por anteparas transversais e longitudinais.

## Carreira
O batimento de quilha do Jun'yō ocorreu em 20 de março de 1939 na Rampa de Lançamento Nº 3 dos estaleiros da Mitsubishi em Nagasaki sob o número de construção 900, originalmente sob o nome de Kashiwara Maru. Foi comprado pelo Ministério da Marinha em 10 de fevereiro de 1941 e temporariamente chamado de Navio Nº 1001 com o objetivo de manter sua conversão em segredo. Foi lançado ao mar em 26 de junho de 1941 e comissionado em 3 de maio de 1942 sob o comando do capitão Shizue Ishii.

### Aleutas e Guadalcanal
Ao ser comissionado foi designado para a Quarta Divisão de Porta-Aviões da 1ª Frota junto com o porta-aviões rápido Ryūjō, todos sob o comando do contra-almirante Kakuji Kakuta. Foram encarregados de dar apoio para a planejada invasão das Ilhas Aleutas, que tinha o objetivo de proporcionar aviso caso os estadunidenses tentassem lançar algum tipo de ataque contra as Ilhas Curilas japonesas a partir das Aleutas enquanto sua frota defendia Midway de um ataque. O Jun'yō tinha a bordo dezoito caças Mitsubishi A6M Zero e dezoito bombardeiros de mergulho Aichi D3A. Ele lançou nove Zeros e doze D3As ao amanhecer de 3 de junho para atacarem o Porto Holandês na Ilha Unalaska. As aeronaves precisavam voltar por conta do clima ruim, porém um avião de reconhecimento Consolidated PBY Catalina foi abatido pelos Zeros. Um segundo ataque foi lançado mais tarde no mesmo dia para atacarem um grupo de contratorpedeiros avistados pelas aeronaves da primeira onda, mas não encontraram os alvos. Outro ataque foi lançado no dia seguinte pelos dois porta-aviões, consistindo em quinze Zeros, onze D3As e seis torpedeiros Nakajima B5N, desta vez conseguiram bombardear Porto Holandês. Os aviões foram atacados por oito caças Curtiss P-40 Warhawk enquanto reagrupavam para a volta, com dois Zeros e dois D3As sendo abatidos, enquanto os Zeros abateram dois Warhawks. Os estadunidenses atacaram os porta-aviões diretamente pouco depois deles terem lançados suas aeronaves, porém não sofreram danos. Um bombardeiro Martin B-26 Marauder e um Catalina também foram abatidos pelos caças japoneses, enquanto um bombardeiro Boeing B-17 Flying Fortress foi abatido pela defesa antiaérea dos porta-aviões.
O capitão Tametsugu Okada assumiu o comando do Jun'yō em 20 de julho e em 9 de outubro foi designado junto com seu irmão Hiyō para a Segunda Divisão de Porta-Aviões, parte da 3ª Frota. Receberam ordens na noite do dia 16 de atacarem navios de transporte estadunidenses próximos de Guadalcanal, navegando para um ponto a 290 quilômetros ao norte da ilha. Cada porta-aviões lançou nove Zeros e nove B5Ns às 5h15min, mas um B5N do Jun'yō precisou voltar por problemas mecânicos. As aeronaves alcançaram seu destino e descobriram às 7h20min os contratorpedeiros USS Aaron Ward e USS Lardner bombardeando depósitos de suprimentos japoneses. Os B5Ns do Jun'yō atacaram o Lardner, mas não conseguiram acertá-lo, em parte porque foram atacados às 7h32min por caças Grumman F4F Wildcat. Três torpedeiros foram abatidos na primeira passagem e dois outros danificados a ponto de serem forçados a fazerem pousos de emergência. Os três B5Ns restantes foram derrubados em seguida. Os Zeros de escolta só conseguiram abater um Wildcat ao custo de um caça do Hiyō que também precisou fazer um pouso forçado. O Hiyō foi forçado a deixar a área depois de incêndios reduzirem sua velocidade para dezesseis nós (trinta quilômetros por hora), mas antes transferiu três Zeros, um D3A e cinco B5Ns para o Jun'yō. Kakuta também transferiu sua capitânia para o Jun'yō.

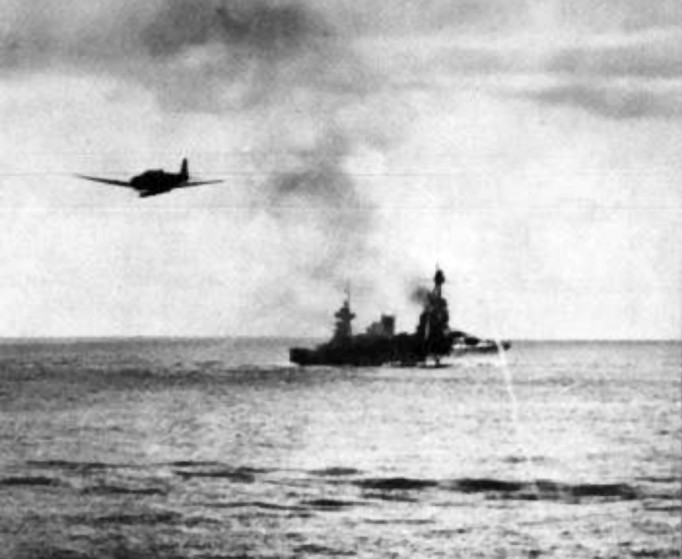
Um B5N do Jun'yō passando próximo do cruzador pesado durante a Batalha das Ilhas Santa Cruz

O Jun'yō participou no final de outubro da Batalha das Ilhas Santa Cruz. Nesta altura seu grupo aéreo tinha dezoito Zeros, dezoito D3As e nove B5Ns. O navio lançou catorze Zeros e alguns D3As às 5h00min do dia 26 para pousarem em Campo Henderson em Guadalcanal, que tinha sido relatado falsamente pelo Exército Imperial Japonês como estando sob seu controle. Foram interceptados por Wildcats e abatidos. Outro ataque aéreo foi lançado às 9h30min, desta vez contra o porta-aviões USS Enterprise, o couraçado USS South Dakota e o cruzador rápido USS San Juan, conseguindo acertos nestes dois últimos, porém infligiram poucos danos. Três D3As e um B5N foram abatidos por bombardeiros de mergulho Douglas SBD Dauntless. Kakuta ordenou outro ataque às 14h15min usando seis B5Ns do danificado porta-aviões Shōkaku e nove D3As tanto do Jun'yō quanto do Shōkaku. Mais aviões para atacarem os navios estadunidenses foram lançados pouco depois, incluindo seis B5Ns e seis D3As escoltados por seis Zeros. Todos estes atacaram o porta-aviões USS Hornet, que anteriormente já tinha sido seriamente danificado por outros ataques. As medidas de controle de danos estadunidenses tinham sido parcialmente bem sucedidas, mas um B5N do Shōkaku o acertou com um torpedo que fez seu adernamento aumentar. O Hornet foi abandonado e a última onda de bombardeiros o acertou mais duas vezes, porém sem infligir muitos danos.
O navio foi encarregado em meados de novembro de proporcionar cobertura aérea para um comboio transportando reforços para Guadalcanal. Tinha a bordo 27 Zeros, doze D3As e nove B5Ns. O comboio foi descoberto por dois Dauntlesses do Enterprise e seis dos Zeros foram colocados em patrulha de combate aéreo, abatendo uma aeronave inimiga. Aviões estadunidenses decolaram de Campo Henderson e a patrulha aérea foi incapaz de defender as embarcações, com sete navios de transporte sendo afundados e quatro danificados. B5Ns descobriram o Enterprise durante a tarde e o Jun'yō lançou um ataque com suas aeronaves restantes, mas não conseguiram encontrar o porta-aviões. O porta-aviões escoltou vários comboios entre dezembro de 1942 e janeiro de 1943 que transportavam reforços para Wewak, na Nova Guiné, até voltar para Truk em 20 de janeiro. Em seguida deu cobertura para a evacuação de Guadalcanal no início de fevereiro.

### Outras ações
O Jun'yō brevemente retornou para o Japão em fevereiro e então retornou para Truk em 22 de março junto com o Hiyō. Seu grupo aéreo foi destacado em 2 de abril e enviado para Rabaul, na Nova Bretanha, com o objetivo de participarem de uma operação aérea contra bases Aliadas nas Ilhas Salomão e Nova Guiné. Suas aeronaves reivindicaram terem abatido dezesseis aviões estadunidense, porém perderam sete Zeros e dois D3As, tendo também afundado o Aaron Ward. O grupo aéreo retornou ao porta-aviões no mesmo mês e foi enviado em 2 de julho para Buin, na Nova Guiné, em resposta a um ataque estadunidense contra Rendova dias antes. Seus caças reivindicaram 37 aeronaves abatidas ao custo de nove aviões próprios, com o grupo aéreo acabando por ser desfeito em 1º de setembro. O Jun'yō voltou para o Japão no final de julho sem aeronaves.
O porta-aviões transportou aviões para Sumatra em meados de agosto, enquanto em setembro e outubro transportou tropas e equipamentos para bases nas Ilhas Carolinas. Em 5 de novembro, enquanto navegava de Truk para Kure, o Jun'yō foi torpedeado próximo do Canal de Bungo pelo submarino estadunidense USS Halibut. Quatro tripulantes foram mortos, mas os danos foram pequenos, principalmente um leme incapacitado. Ficou sob reparos em Kure até 29 de fevereiro de 1944. Enquanto isso, seu grupo aéreo tinha sido reconstituído em Singapura dias antes em 1º de novembro, consistindo em 24 Zeros, dezoito D3As e nove B5Ns. Eles foram transferidos para Truk em 1º de dezembro e então para Kavieng no final do mês, alcançando Rabaul em 25 de janeiro de 1944. Seus caças reivindicaram terem abatido quarenta aeronaves Aliadas e outras trinta provavelmente destruídas, mas o grupo aéreo foi praticamente aniquilado. Os sobreviventes voltaram para Truk em 20 de fevereiro e o grupo aéreo desfeito.

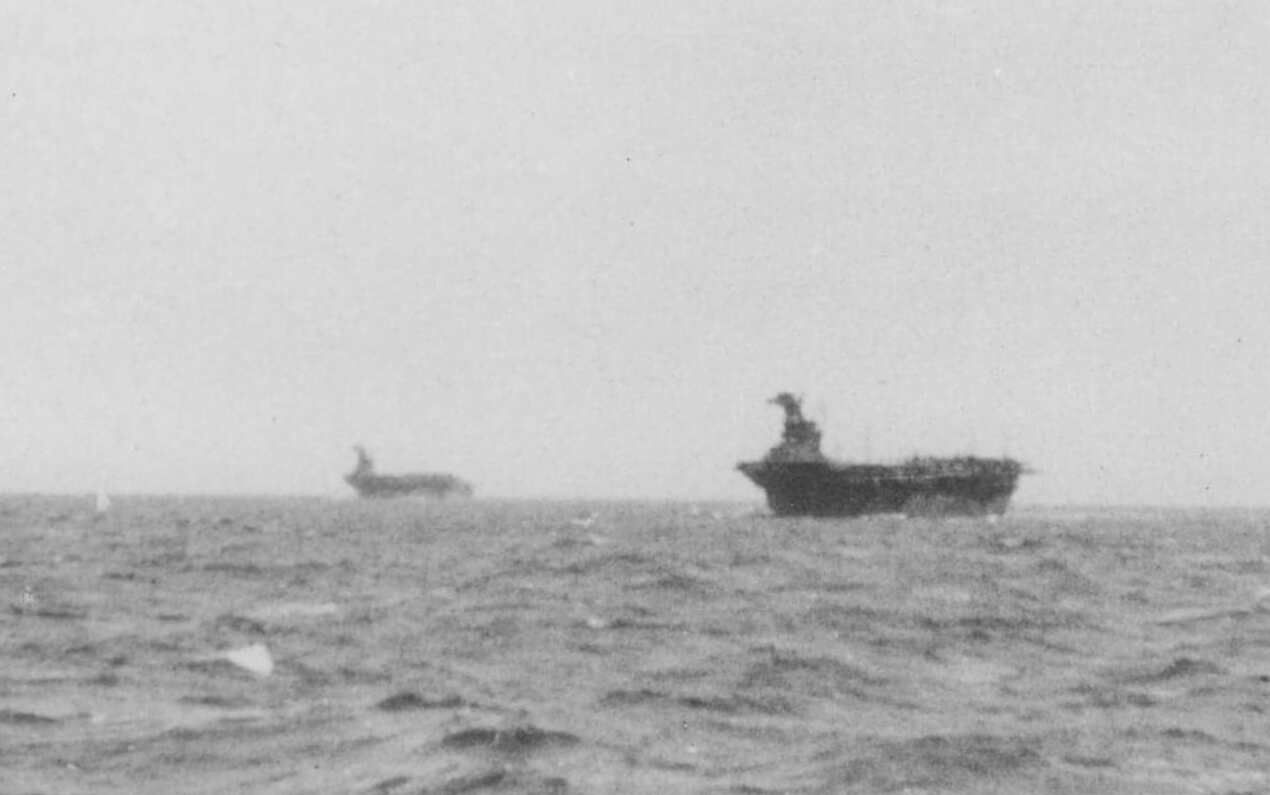
O Hiyō e o Jun'yō navegando para Tawi-Tawi em 13 de maio de 1944

Enquanto isso, a Marinha Imperial reestruturou seus grupos de porta-aviões para que assim um grupo aéreo fosse designado para uma divisão de porta-aviões, com o 652º Grupo Aeronaval sendo designado em 1º de março para a Segunda Divisão de Porta-Aviões, formada pelo Jun'yō, Hiyō e Ryūhō. Esse grupo era o último em prioridade para ser reconstruído e tinha em 1º de abril apenas 43 Zeros e quatro D3As dos autorizados 81 caças, 36 bombardeiros de mergulho e 27 torpedeiros. O navio realizou treinamentos com seus aviões no Mar Interior de Seto até 11 de maio e então partiu para Tawi-Tawi, nas Filipinas. Esta nova base era mais próxima dos poços de petróleo em Bornéu, dos quais a Marinha Imperial dependia para continuar operando, e também de Palau e das Ilhas Carolinas, onde os japoneses esperavam que o próximo ataque estadunidense ocorreria. Entretanto, esse novo local não tinha uma pista de pouso onde os pilotos inexperientes poderiam treinar e as atividades de submarinos inimigos confinavam os navios ao ancoradouro.

### Mar das Filipinas
A frota japonesa estava à caminho de Guimaras nas Filipinas em 13 de junho para praticarem operações de porta-aviões em uma área melhor protegida, porém no caminho o vice-almirante Jisaburō Ozawa foi informado de um ataque estadunidense nas Ilhas Marianas no dia anterior. A frota reabasteceu no destino e rapidamente partiu para o Mar das Filipinas, onde avistaram a força estadunidense no dia 18. Os japoneses viraram para o sul a fim de manterem uma distância constante pois Ozawa tinha decidido lançar um ataque na manhã seguinte. Nesta época, o 652º Grupo Aeronaval tinha ao todo 81 Zeros, 27 D3As, nove bombardeiro de mergulho Yokosuka D4Y Suisei e dezoito torpedeiros Nakajima B6N Tenzan, divididos aproximadamente de forma igual entre os três porta-aviões. Estes começaram a lançar seu primeiro ataque às 9h30min com 26 Zeros armados com bombas, sete Tenzans e dezesseis Zeros como escolta. A maioria foi enviada na direção errada e não encontraram inimigos, mas alguns persistiram na procura e encontraram um grupo de tarefas estadunidense. Um B6N, cinco Zeros com bombas e um Zero de escolta foram abatidos pela patrulha de combate aéreo e nenhuma embarcação foi danificada.
Um segundo ataque com 27 D3As, nove Suiseis, dois Tenzans e 26 Zeros de escolta foram lançados por volta das 11h00min, estando acompanhados por pelo menos dezoito Zeros e Tenzans dos porta-aviões Shōkaku e Zuikaku. Esses aviões também receberam um relato de avistamento errado e não encontraram os navios estadunidenses. Alguns seguiram para campos de pouso em Rota e Guam para reabastecerem, enquanto os restantes voltaram aos porta-aviões. Dois Zeros e seis Suiseis seguindo para Rota avistaram no caminho os porta-aviões USS Bunker Hill e USS Wasp, mas não infligiram danos e cinco Suiseis foram abatidos pela defesa antiaérea. Radar detectou aqueles voando para Guam e estes foram interceptados por 41 caças Grumman F6F Hellcat. Apenas um Zero, um Suisei e sete D3As dos 49 aviões japoneses sobreviveram e pousaram.
Os japoneses recuaram para o noroeste ao anoitecer com o objetivo de reagruparem e reabastecerem, enquanto os estadunidenses navegaram para o oeste a fim de reduzirem a distância entre as frotas. Estes encontraram a frota japonesa durante a tarde do dia seguinte e um ataque aéreo foi lançado. O Hiyō foi afundado depois de ser bombardeado e torpedeado, enquanto o Jun'yō foi atingido por duas bombas próximas da sua superestrutura de ilha; apesar do navio não ter sido seriamente danificado, as operações de voo precisaram ser suspensas. O 652º Grupo Aeronaval reivindicou ter abatido sete aviões estadunidenses e provavelmente outros quatro, porém sete Zeros foram derrubados e outros três precisaram amerrissar. O grupo aéreo foi desfeito em 10 de julho e boa parte dos seus pilotos sobreviventes foram enviados para o 653º Grupo Aeronaval.

### Fim de serviço

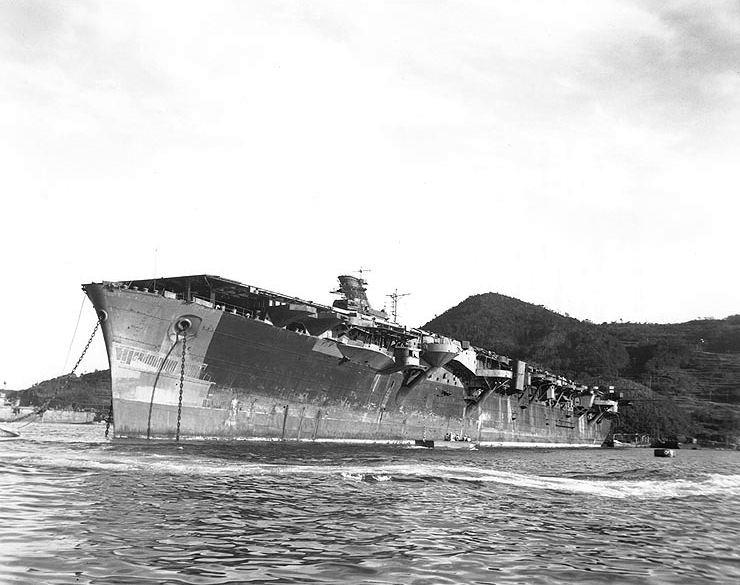
O Jun'yō ancorado em Sasebo em 26 de setembro de 1945

O Jun'yō passou por reparos em Kure e permaneceu no Mar Interior sem aeronaves até 27 de outubro, quando transportou materiais para Bornéu. Foi atacado pelo submarino USS Pintado em 3 de novembro, mas sua escolta, o contratorpedeiro Akikaze, se sacrificou ao interceptar os torpedos. Na viagem de volta foi atacado pelos submarinos USS Barb e USS Jallao, mas não foi atingido. Zarpou para Manila, nas Filipinas, em 25 de novembro para poder se encontrar com o couraçado Haruna e os contratorpedeiros Suzutsuki, Fuyutsuki e Maki. Embarcou duzentos sobreviventes do couraçado Musashi e, no caminho de volta, foi atacado na manhã de 9 de dezembro pelos submarinos USS Sea Devil, USS Plaice e USS Redfish. Foi atingido por três torpedos que inundaram vários compartimentos e mataram dezenove tripulantes. Ficou com um adernamento de dez a doze graus para estibordo, mas mesmo assim conseguiu continuar navegando com apenas um motor funcionando. Chegou em Sasebo no dia seguinte e os reparos começaram em 18 de dezembro.
Os trabalhos de reparo foram abandonados em março de 1945 pela falta de materiais, assim o Jun'yō foi movido para a Baía de Ebisu em 1º de abril. Esforços para camufla-lo começaram em 23 de abril e ele foi reclassificado como um navio de guarda em 20 de junho. Ordens foram dadas em 5 de agosto para que seus armamentos fossem removidos. A Rendição do Japão foi assinada oficialmente em 2 de setembro e no mesmo dia o porta-aviões foi entregue ao controle dos Aliados. Uma equipe de avaliação dos Estados Unidos inspecionou a condição material do Jun'yō em 8 de outubro e considerou o navio além de qualquer possibilidade econômica de reparo e consequentemente uma perda total. O porta-aviões desta forma foi removido do registro naval em 30 de novembro e foi desmontado pela Sasebo Ship Company entre 1º de junho de 1946 e 1º de agosto de 1947.